# Serge Marquand
Serge Marquand, född 12 mars 1930 i Marseille, död 4 september 2004 i Paris, var en fransk skådespelare.
Han var bror till Nadine Trintignant och Christian Marquand samt morbror till Marie Trintignant.
Han hade en liten roll som brevbärare i spelfilmen Tintin i piraternas våld från 1961.